# روح الحفلة (فلم)
روح الحفلة هو فيلم أمريكي من إنتاج عام 2005 وبطولة إيون بيلي وإلين بومبيو . كتبه وأخرجه بارا جرانت.

## طاقم التمثيل
- إيون بيلي في دور مايكل إلجين
- إلين بومبيو بدور فيبي إلجين
- كليفتون كولينز الابن مثل كيب
- جون أليس في دور آرتي
- غابرييل أولدز في دور ستيوارت
- كريستين باور فان ستراتن في دور كارولين
- باميلا ريد بدور إيفلين
- ديفيد كلينون في دور جاك
- جون روس بوي في دور بيرت
- روزاليند تشاو في دور مي لين
- لاري ميلر في دور الدكتور ترينت

## استقبال

### الجوائز
| منظمة                            | فئة                                             | متلقي      | نتيجة | المرجع |
| -------------------------------- | ----------------------------------------------- | ---------- | ----- | ------ |
| جوائز Daytime Emmy               | أداء متميز في عرض خاص للأطفال / الشباب / الأسرة | ايون بيلي  | فوز   |        |
| مهرجان LA Femme السينمائي الدولي | أفضل كاتب                                       | بارا جرانت | فوز   |        |

## روابط خارجية
- مقالات تستعمل روابط فنية بلا صلة مع ويكي بيانات
- روح الحفلة (فلم) في روتن توميتوز.